# Торопецьке князівство
Торопецьке князівство — одне з удільних князівств Смоленської землі. Столиця — Торопець. Розташовувалося між річкою Торопа і верхньою течією Західної Двіни, охоплюючи частину Валдайської височини (натепер частини Тверської області Російської Федерації). Утворилося між 1159 та 1168 роками. У 1320 році приєднано до Великого князівства Литовського.

## Історія
Стосовно року утворення Торопецького уділу існують різні теорії, що спираються на письмові або опосередковані свідчення. Називаються дати 1158, 1166, 1167, 1168 роки. Саме в цей період смоленський князь Ростислав Мстиславич надав в уділ Торопець своєму сином Мстиславу Ростиславичу.
З самого початку Торопецьке князівство розглядалося тамтешніми правителями як база в боротьбі за Смоленське князівства та Новгородську республіку. У 1180 році Мстислав Ростиславич, затвердившись у Новгороді, передав князівство братові Мстиславу. Останній у 1212 році також уступив Торопецьке князівство брату Давиду, затвердившись у Новгороді.
З 1220-х років торопецькі князі стикнулися з постійними нападами литовців, що спочатку лише грабували землі уділу, а потім перейшли у наступ на всю Смоленську землю. Тривала боротьба з Литовською державою завершилася у 1320 році підкоренням Торопецького князівства.